# Yuka Mitadera
Yuka Mitadera (ur. 16 lutego 1971) – japońska zapaśniczka w stylu wolnym. Trzykrotna uczestniczka mistrzostw świata, czwarta w 1994 i 1996. Dwukrotna mistrzyni Azji w 1997 i 1999 roku.